# Kostolná-Záriečie
Kostolná-Záriečie es un municipio del distrito de Trenčín en la región de Trenčín, Eslovaquia, con una población estimada a final del año 2024 de 671 habitantes.
Se encuentra ubicado en el centro-norte de la región, cerca del río Váh (cuenca hidrográfica del Danubio) y de la frontera con la República Checa.

## Demografía
| Año        | 1994 | 2004    | 2014    | 2024    |
| ---------- | ---- | ------- | ------- | ------- |
| Población  | 662  | 645     | 658     | 671     |
| Diferencia |      | −2,56 % | +2,01 % | +1,97 % |

| Año        | 2023 | 2024    |
| ---------- | ---- | ------- |
| Población  | 672  | 671     |
| Diferencia |      | −0,14 % |